# United States Chamber of Commerce
De United States Chamber of Commerce (AmCham), vertaald Kamer van Koophandel van de Verenigde Staten, is een Amerikaanse zakelijke lobbyorganisatie.
Amcham vertegenwoordigt de honderd grootste Amerikaanse multinationals, geen MKB's, en wordt beschouwd als een van de machtigste lobbyisten van het land. Ze geeft meer geld uit aan politiek dan welke andere organisatie ook. De organisatie steunt met name de Republikeinse Partij.
De organisatie werd in 1912 opgericht en heeft de hoofdvestiging in Washington D.C. Er zijn wereldwijd vestigingen, waaronder in Nederland, België en Suriname. Ook is er een vertegenwoordiging met  tientallen lobbyisten voor de Europese Unie.